# Universitatea Paris-Nanterre
Universitatea Paris-Nanterre (în franceză Université Paris-Nanterre) este o universitate publică din orașul Nanterre, la vest de Paris. A fost fondată în 1964 ca o modalitate de a distribui populația Universitatea din Paris. Prestigiul său ca instituție publică de învățământ superior este considerabil, atât pentru oferta variată de studii, cât și pentru mijloacele avansate de care dispune.
A fost și scena evenimentelor centrale din mai 1968 și se află la mai puțin de 20 de minute cu metroul de centrul Parisului. I-a numărat, printre elevii săi celebri, pe Jean-Luc Marion, Dominique Strauss-Kahn, Christine Lagarde, Dominique de Villepin, David Guetta, Daniel Cohn-Bendit, Anne Hidalgo, Leonardo López Luján, Néstor García Canclini, Yasmina Resa și Emmanuel Macron. Profesorii săi au fost iluștri, în special cei devotați filozofiei și științelor sociale: Jean-François Lyotard, Marshall Sahlins, Emmanuel Lévinas, Marshall Sahlins, Henri Lefebvre, Paul Ricoeur, Jean Baudrillard sau Étienne Balibar.
Este al doilea campus universitar din statul francez, după cel al Universitatea din Nantes, cu 2.000 de profesori cercetători și 35.000 de studenți. Se desfășoară în 27 de hectare, constituind un oraș în interiorul orașului.